# Sam Sunderland
Sam Sunderland   (Poole, 15 d'abril de 1989) és un pilot de motocròs i ral·li raid anglès que va guanyar el Ral·li Dakar en categoria de motos en dues ocasions (2017 i 2022).

## Carrera esportiva
Sunderland va començar a destacar el 2011, quan va guanyar dues etapes de l'Abu Dhabi Desert Challenge i tres més a l'Australasian Safari. Va debutar al Ral·li Dakar el 2012, quan tenia només 22 anys. Després d'haver-hi obtingut el setè lloc en una etapa, es va haver de retirar el tercer dia a causa d'un problema elèctric. Tot i així, havia mostrat un ritme sorprenent en el seu primer Dakar i era a només a tres minuts dels líders al moment de retirar-se. Aquell mateix any va acabar tretzè a la general del Ral·li de Sardenya, segon a la seva classe.
Quan era a punt de participar en el Dakar del 2013 amb l'equip Honda es va fracturar els dos canells durant els entrenaments previs. Tot i així, aquell any va guanyar el seu primer Ral·li, el Ral·li de Merzouga, per davant de dos pilots de renom: el seu company d'equip Hélder Rodrigues i Olivier Pain.
El 2014 va tornar a participar al Dakar, després de dos anys, on va sorprendre quan va guanyar la segona etapa, disputada entre les localitats de San Luis i San Rafael, situant-se tercer a la general. Dos dies després, però, va haver de retirar-se per problemes a la moto. Altres resultats destacats seus durant la resta de la temporada van ser el sisè lloc al Ral·li dos Sertões i el segon, darrere de Marc Coma, al Ral·li del Marroc.
De cara al Ral·li Dakar del 2015 canvià d'Honda a KTM. Començà la prova guanyant la primera etapa (Buenos Aires - Villa Carlos Paz), esdevenint, per tant, el primer líder de la general. Tanmateix, a la segona etapa, en què sortia el primer, es va perdre i va malbaratar més de tres hores, perdent doncs qualsevol opció de podi. Com l'any anterior, en la quarta etapa va tenir problemes derivats d'una caiguda i va haver d'abandonar (era el seu tercer abandonament en les seves tres participacions al Dakar).
Finalment, el 2017 va guanyar el Ral·li Dakar, un èxit que repetí el 2022.

## Resultats al Ral·li Dakar
A 30 de gener del 2024
| Any  | Classe | Vehicle | Posició | Victòries d'etapa |
| ---- | ------ | ------- | ------- | ----------------- |
| 2012 | Motos  | Honda   | Ret.    | 0                 |
| 2014 | Motos  | Honda   | Ret.    | 1                 |
| 2015 | Motos  | KTM     | Ret.    | 1                 |
| 2017 | Motos  | KTM     | 1r      | 1                 |
| 2018 | Motos  | KTM     | Ret.    | 2                 |
| 2019 | Motos  | KTM     | 3r      | 2                 |
| 2020 | Motos  | KTM     | Ret.    | 0                 |
| 2021 | Motos  | KTM     | 3r      | 1                 |
| 2022 | Motos  | Gas Gas | 1r      | 1                 |
| 2023 | Motos  | Gas Gas | Ret.    | 0                 |
| 2024 | Motos  | Gas Gas | Ret.    | 0                 |